# Szahara
Szahara (arab. ‏شهارة‎, Shahārah) – miejscowość w północno-zachodnim Jemenie, w muhafazie Amran. Jest siedzibą administracyjną dystryktu Szahara. To ufortyfikowana miejscowość leżąca na szczycie stromej góry o tej samej nazwie (Dżabal Szahara) o wysokości 2600 m n.p.m. Znajduje się tu wiele domów zbudowanych z kamienia, zbiorniki do przechowywania wody oraz pola tarasowe.
Przez niemal tysiąclecie miejscowość była siedzibą i bastionem oporu imamów, głównie zajdytów (odmiana szyizmu). Trudno dostępne położenie Szahary zapewniało jej izolację. Po raz pierwszy i jedyny Szahara została zdobyta przez Turków osmańskich w 1587 roku, w trakcie pierwszej okupacji Jemenu przez Imperium Osmańskie. Imam Kasim ibn Muhammad odbił miasteczko w czerwcu 1602 roku i uczynił je swoją stolicą. Stało się ono głównym centrum nauczania zajdyckiego. W marcu 1608 roku imam zawarł z Turkami 10-letni traktat pokojowy, na mocy którego przyznano mu Szaharę i inne zdobyte przez niego miejscowości. Ofensywa imama przeciwko Turkom, po jego śmierci kontynuowana przez jego syna, skończyła się wyzwoleniem kraju w 1635 roku. Podczas drugiej okupacji Jemenu w XIX i XX wieku Turcy znów próbowali zdobyć Szaharę, jednak bezskutecznie. W trakcie wojny domowej w latach 60. XX wieku miasteczko stało się jednym z ostatnich bastionów oporu imama i sił rojalistów. Szahara została wówczas zbombardowana przez wspierające republikanów lotnictwo egipskie.

## Most w Szaharze
W pobliżu miejscowości znajduje się słynny most nad przepaścią, zbudowany z wapiennych bloków w XVII wieku z polecenia miejscowego władcy, Al-Usta Saliha. Ma on długość 20 m, a szerokość około 3 m i wznosi się około 200 m nad dnem wąwozu. Zaprojektował go architekt Salah al-Jaman, zaś budowa zajęła ponad trzy lata. Most stanowił jedyny punkt dostępu do Szahary i został zbudowany, aby umożliwić odparcie najeźdźców tureckich (według miejscowych podań, w razie zagrożenia atakiem mógł zostać zniszczony w ciągu kilku minut) oraz zapewnić połączenie z sąsiednią wioską w celu ułatwienia dostaw zapasów.
Most został uwieczniony na jemeńskiej monecie o nominale 10 riali, wprowadzonej do obiegu w 1995 roku.

## Galeria

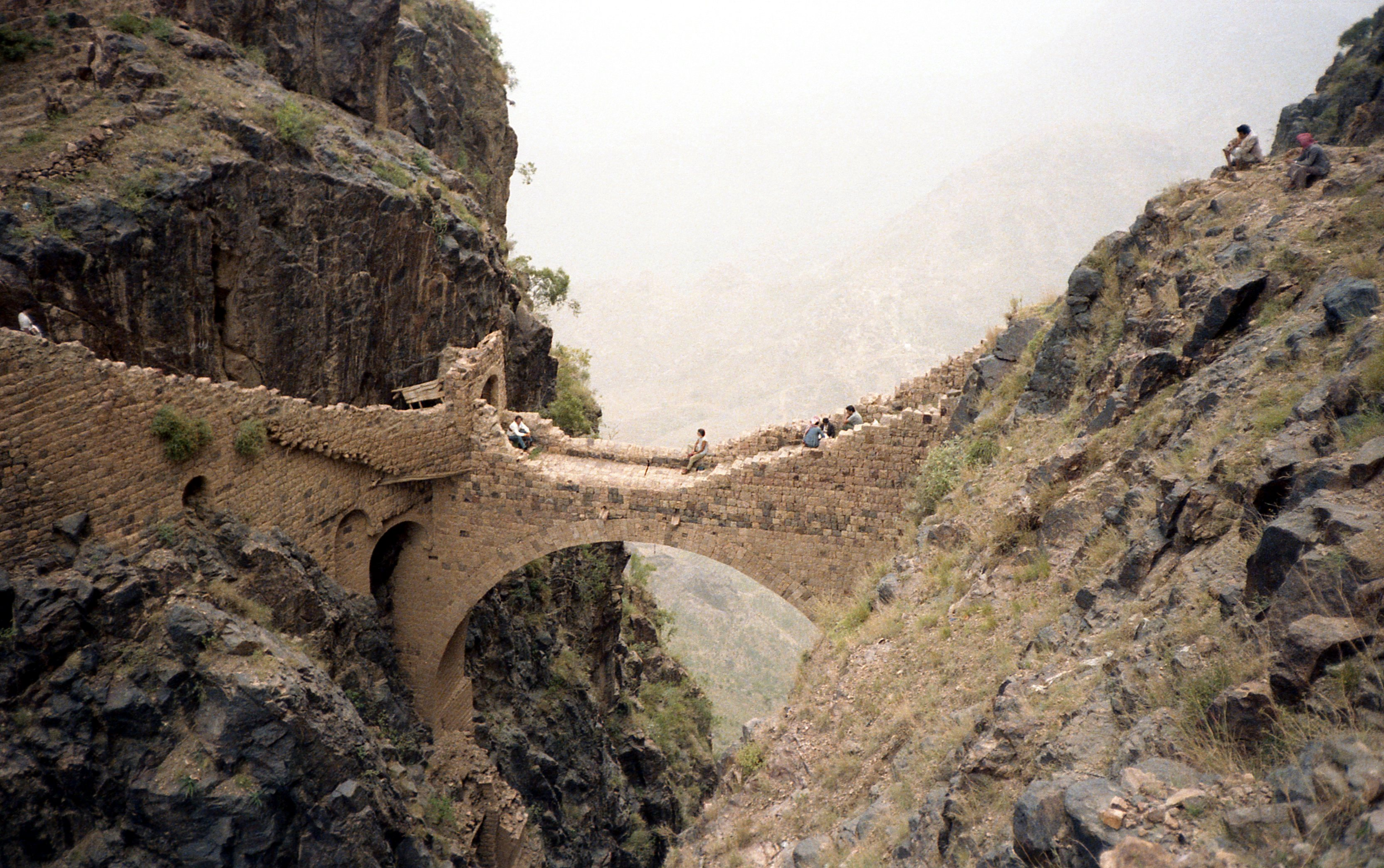
Most w Szaharze
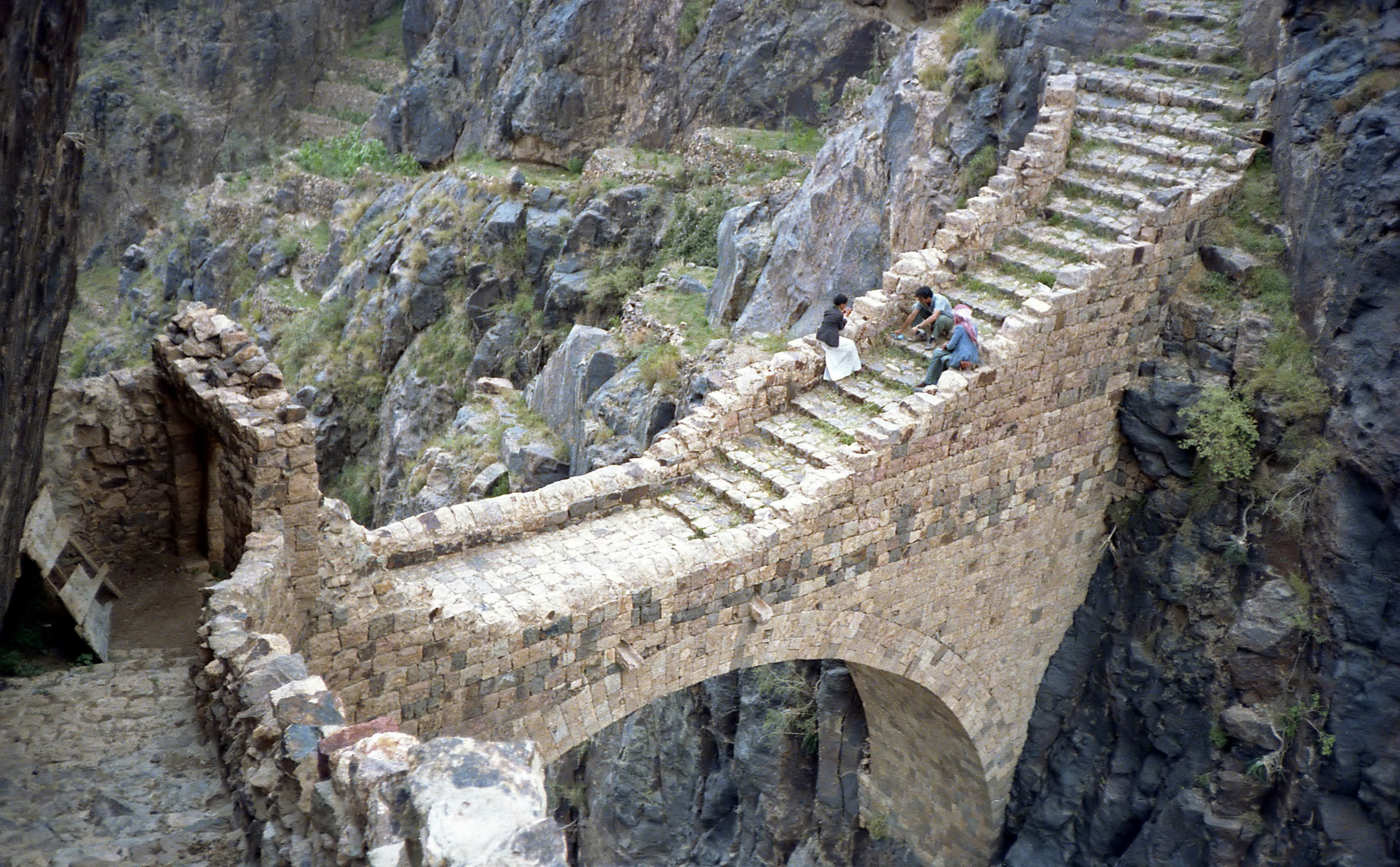
Most w Szaharze
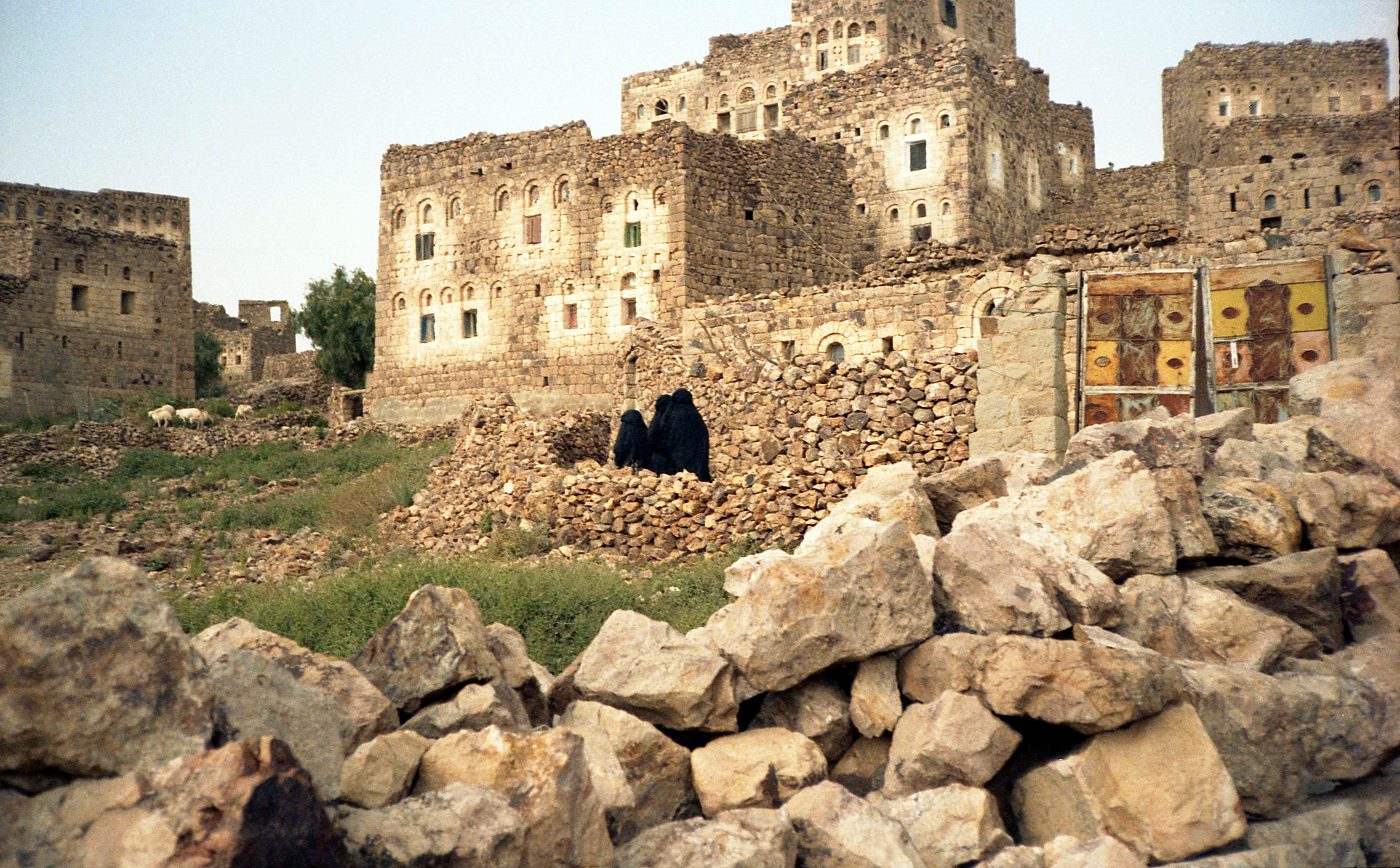
Kamienne domy w Szaharze